# Tour du Tarn 1978
Il Tour du Tarn 1978, seconda edizione della corsa, si svolse dal 3 al 6 aprile su un percorso di 562 km ripartiti in 3 tappe (la prima suddivisa in due semitappe) più un cronoprologo, con partenza da Mazamet e arrivo a Castres. Fu vinto dal francese Pierre-Raymond Villemiane della Renault-Gitane davanti ai suoi connazionali Roger Legeay e Dominique Sanders.

## Tappe
| Tappa  | Data     | Percorso                            | km  | Vincitore di tappa        | Leader cl. generale       |
| ------ | -------- | ----------------------------------- | --- | ------------------------- | ------------------------- |
| Prol.  | 3 aprile | Mazamet > Mazamet (cron. a squadre) | 5,3 | Peugeot-Esso-Michelin     |                           |
| 1ª-1ª  | 4 aprile | Graulhet > Albi                     | 108 | Jean-Louis Danguillaume   |                           |
| 1ª-2ª  | 4 aprile | Albi > Castres                      | 119 | Pierre-Raymond Villemiane |                           |
| 2ª     | 5 aprile | Lavaur > Albi                       | 150 | Jacques Esclassan         |                           |
| 3ª     | 6 aprile | Albi > Castres                      | 180 | Jacques Esclassan         | Pierre-Raymond Villemiane |
| Totale | Totale   | Totale                              | 562 |                           |                           |

## Dettagli delle tappe

### Prologo
- 3 aprile: Mazamet > Mazamet (cron. a squadre) – 5,3 km

| Pos. | Squadra               | Tempo |
| ---- | --------------------- | ----- |
| 1    | Peugeot-Esso-Michelin |       |
| 2    | Renault-Gitane        |       |
| 3    | Lejeune-BP            |       |

| Pos. | Corridore | Squadra | Tempo |
| ---- | --------- | ------- | ----- |

### 1ª tappa - 1ª semitappa
- 4 aprile: Graulhet > Albi – 108 km

| Pos. | Corridore               | Squadra | Tempo    |
| ---- | ----------------------- | ------- | -------- |
| 1    | Jean-Louis Danguillaume | Peugeot | 2h48'55" |
| 2    | Philippe Durel          | Jobo    | s.t.     |
| 3    | Jean-François Pescheux  | Jobo    | s.t.     |

| Pos. | Corridore | Squadra | Tempo |
| ---- | --------- | ------- | ----- |

### 1ª tappa - 2ª semitappa
- 4 aprile: Albi > Castres – 119 km

| Pos. | Corridore                 | Squadra | Tempo    |
| ---- | ------------------------- | ------- | -------- |
| 1    | Pierre-Raymond Villemiane | Renault | 3h03'25" |
| 2    | Alain Meslet              | Miko    | a 1"     |
| 3    | Jacques Esclassan         | Peugeot | a 2"     |

| Pos. | Corridore | Squadra | Tempo |
| ---- | --------- | ------- | ----- |

### 2ª tappa
- 5 aprile: Lavaur > Albi – 150 km

| Pos. | Corridore         | Squadra | Tempo    |
| ---- | ----------------- | ------- | -------- |
| 1    | Jacques Esclassan | Peugeot | 3h57'50" |
| 2    | Régis Delepine    | Peugeot | s.t.     |
| 3    | Yvon Bertin       | Renault | s.t.     |

| Pos. | Corridore | Squadra | Tempo |
| ---- | --------- | ------- | ----- |

### 3ª tappa
- 6 aprile: Albi > Castres – 180 km

| Pos. | Corridore         | Squadra    | Tempo    |
| ---- | ----------------- | ---------- | -------- |
| 1    | Jacques Esclassan | Peugeot    | 4h43'02" |
| 2    | Patrick Friou     | Lejeune-BP | s.t.     |
| 3    | Roger Legeay      | Lejeune-BP | s.t.     |

| Pos. | Corridore                 | Squadra    | Tempo     |
| ---- | ------------------------- | ---------- | --------- |
| 1    | Pierre-Raymond Villemiane | Renault    | 14h25'12" |
| 2    | Roger Legeay              | Lejeune-BP | a 2"      |
| 3    | Dominique Sanders         | Fiat       | s.t.      |

## Classifiche finali

### Classifica generale
| Pos. | Corridore                 | Squadra                 | Tempo     |
| ---- | ------------------------- | ----------------------- | --------- |
| 1    | Pierre-Raymond Villemiane | Renault-Gitane          | 14h25'12" |
| 2    | Roger Legeay              | Lejeune-BP              | a 2"      |
| 3    | Dominique Sanders         | Fiat                    | s.t.      |
| 4    | Jacques Esclassan         | Peugeot-Esso-Michelin   | a 0"      |
| 5    | Marcel Tinazzi            | Flandria-Velda-Lano     | s.t.      |
| 6    | Alain Meslet              | Miko-Mercier-Hutchinson | a 4"      |
| 7    | Bernard Vallet            | Miko-Mercier-Hutchinson | a 7"      |
| 8    | Yvon Bouleau              | Lejeune-BP              | s.t.      |
| 9    | Bernard Hinault           | Renault-Gitane          | s.t.      |
| 10   | Eric Loder                | Flandria-Velda-Lano     | s.t.      |